# TROVE2
TROVE2‏ (TROVE domain family member 2) هوَ بروتين يُشَفر بواسطة جين TROVE2 في الإنسان.